# Dvorsko
Dvorsko, dříve Hora Dvorní (něm. Hofberg) je samota, část obce Horní Police v okrese Česká Lípa. Jako evidenční část obce vznikla k 26. říjnu 2012. Do roku 1945 zde bylo evidováno pět desítek domů. Ještě v roce 2011 v Dvorsku nebyli registrováni žádní obyvatelé ani domy.